# Патагония (бронепалубный крейсер)
«Патаго́ния» (исп. ARA Patagonia) — бронепалубный крейсер ВМС Аргентины конца XIX века. Назван в честь обширного региона на юге Аргентины — Патагонии. Построен в единственном экземпляре.

## Строительство
Первый бронепалубный крейсер Аргентины. Построен в Австро-Венгрии в 1887 году. Цена постройки составила 100 000 фунтов стерлингов.

## Служба
С вводом в состав флота стал флагманом 1-й дивизии кораблей, объединявшей мониторы «Ла-Плата» и «Лос-Андес», корвет «Уругвай», канонерку «Конститусьон» и судно «Ресгардо».
В июле 1890 года моряки крейсера поддержали аргентинскую буржуазию в «Парковой революции». С началом активных столкновений на суше «Патагония», совместно с канонерками «Майпу», «Парана» и другими кораблями, начала бомбардировку Буэнос-Айреса. После переговоров Хулио Рока с генералом повстанцев Мануэлем Х. Кампосом, последний дал команду прекратить огонь.
Во время восстания радикалов 1893 года остаётся верным правительству.
В августе-октябре 1894 года в составе 2-й дивизии, куда кроме «Патагонии» входили крейсера «Вейнтисинко-де-Майо» и «Нуэве-де-Хулио», участвует в учениях. Параллельно, задачей соединения являлось наблюдение за бразильскими кораблями, находившихся в аргентинских водах близ острова Мартин-Гарсия и бунтовавших против своего правительства.
В 1895 году участвовал в военно-морских учениях.
В 1915 году нёс службу в эстуарии Ла-Платы, обеспечивая нейтралитет Аргентины в Первой мировой войне.
В 1918 году с крейсера сняли всё его вооружение и на базе Рио-Сантьяго переоборудовали в войсковой транспорт. В этом качестве он прослужил до 1925 года, курсируя между Буэнос-Айресом и Ушуаей, пока не был списан. За время активной службы посетил порты Уругвая и Чили.

## Оценка проекта
Корабль был очень маленьким и тихоходным, по крейсерским меркам, и скорее являлся мореходной канонерской лодкой.